# Galloway Motors

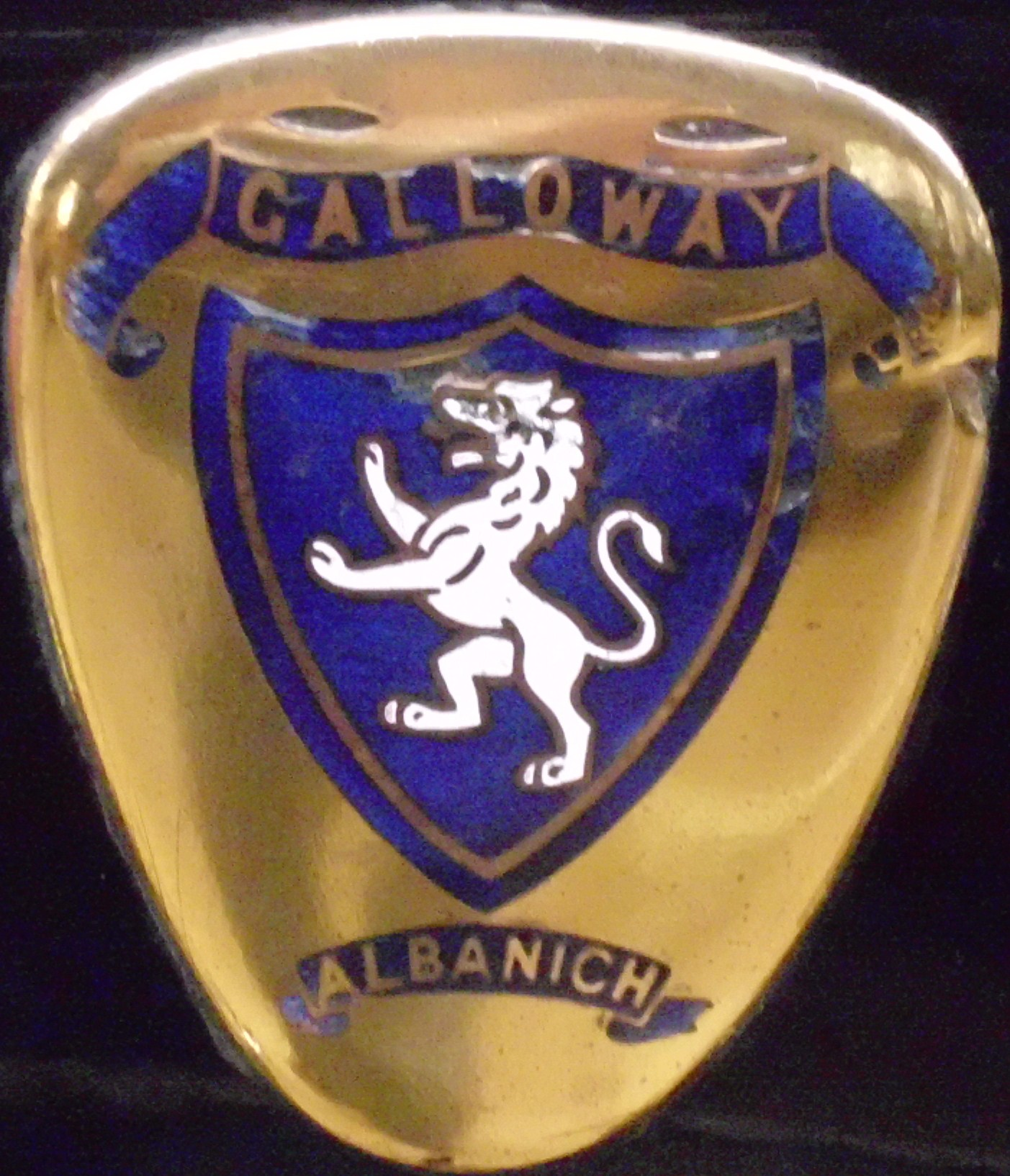
Emblem

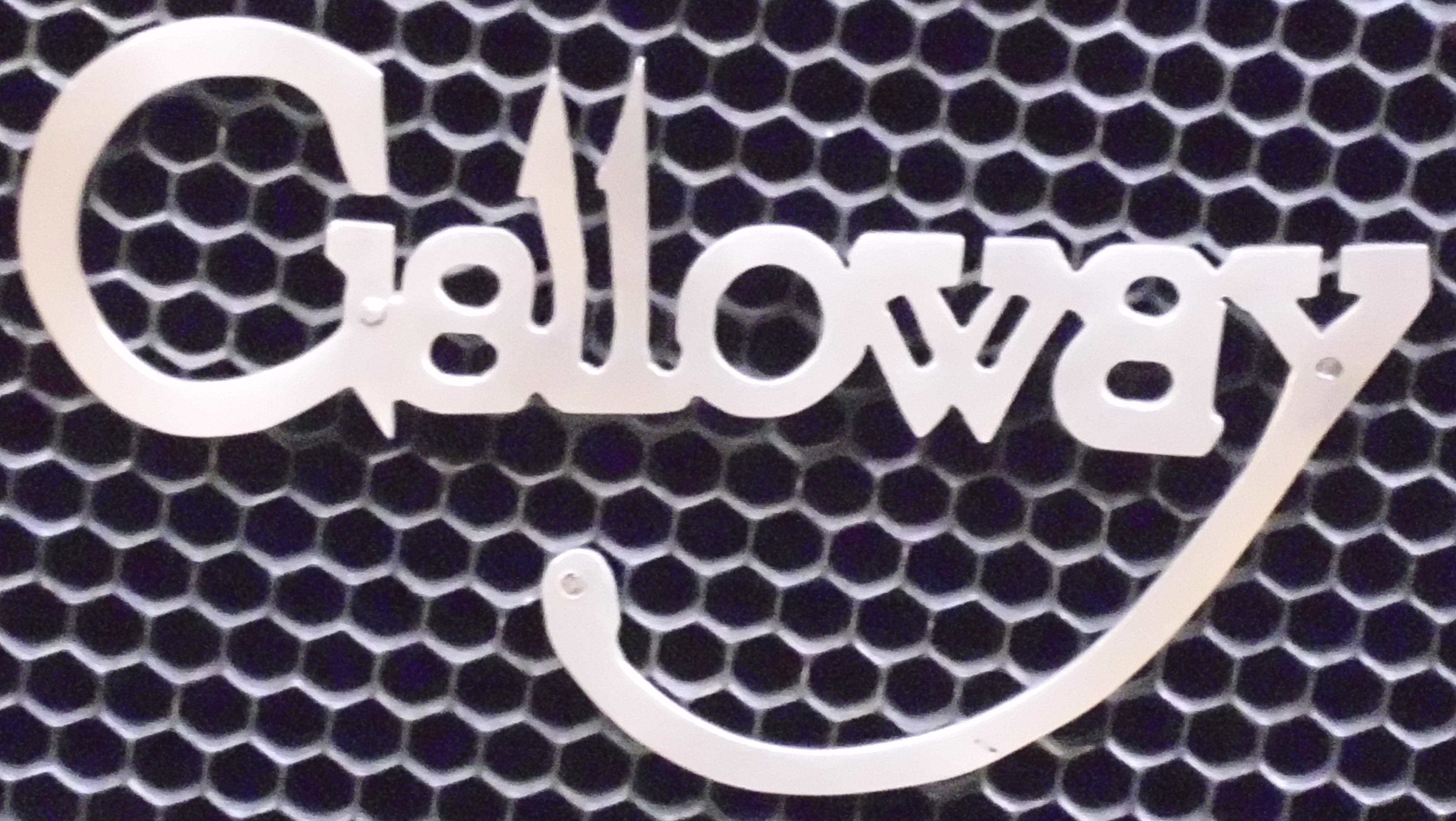
Schriftzug auf dem Kühlergrill

Galloway war ein britischer Hersteller von Automobilen.

## Unternehmensgeschichte
Das Unternehmen Galloway Motors Limited wurde 1921 von Arrol-Johnston in Tongland in Schottland zur Produktion von Automobilen gegründet. Das Unternehmen war in der Welt des Automobilbaus sehr ungewöhnlich, da es größtenteils von Frauen geführt und besetzt wurde. Die Fabrik war ursprünglich als Flugzeugtriebwerkswerk in Kriegszeiten gebaut worden, und Thomas Pullinger, der Manager von Arrol-Johnston, wurde von seiner Tochter Dorothée Pullinger überredet, die Fabrik offen zu halten, um lokale Arbeitsplätze zu schaffen. Sie wurde zur Direktorin des neuen Unternehmens ernannt und richtete Schulungen und Lehrstellen speziell für einheimische Frauen ein. Die Ausbildung sollte drei statt der üblichen fünf Jahre dauern, weil davon ausgegangen wurde, dass Mädchen aufmerksamer sind und schneller lernen als die Jungen.
1923 erfolgte der Umzug nach Heathhall bei Dumfries. 1928 endete die Produktion.

## Fahrzeuge
Das erste Modell war der 10/20 HP. Anfangs war es mit einem Vierzylindermotor mit 1460 cm³ Hubraum und 20 PS ausgestattet. Zwischen 1923 und 1925 betrug der Hubraum 1528 cm³. 1924 folgte das Modell 12/20 HP mit 1669 cm³ Hubraum, das 1927 vom 12/30 HP mit gleichem Motor abgelöst wurde.
Fahrzeuge dieser Marke sind im Museum of Transport in Glasgow und im Gerhard Porsche Museum in Sankt Salvator zu besichtigen.

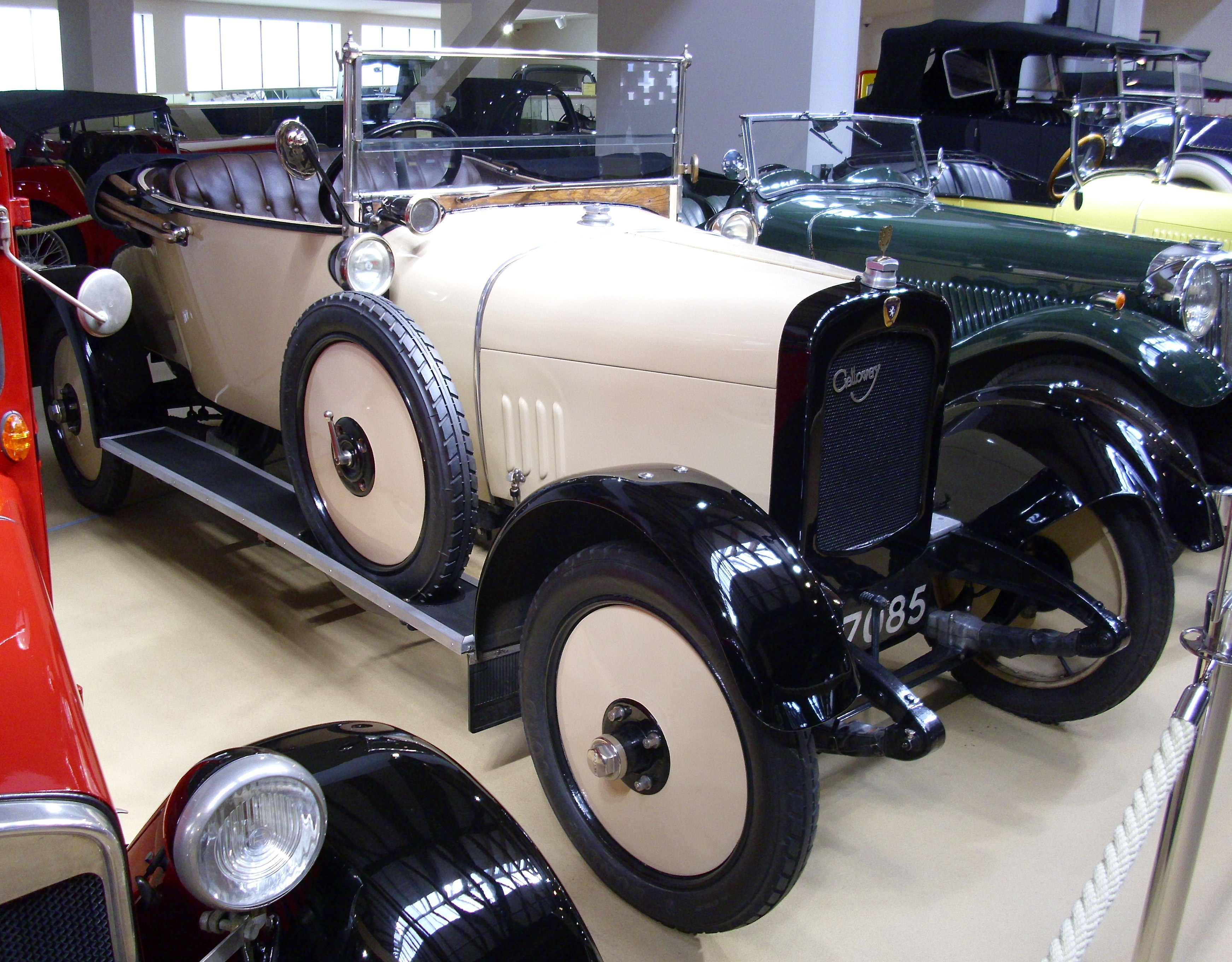
Galloway 10/20 HP von 1923
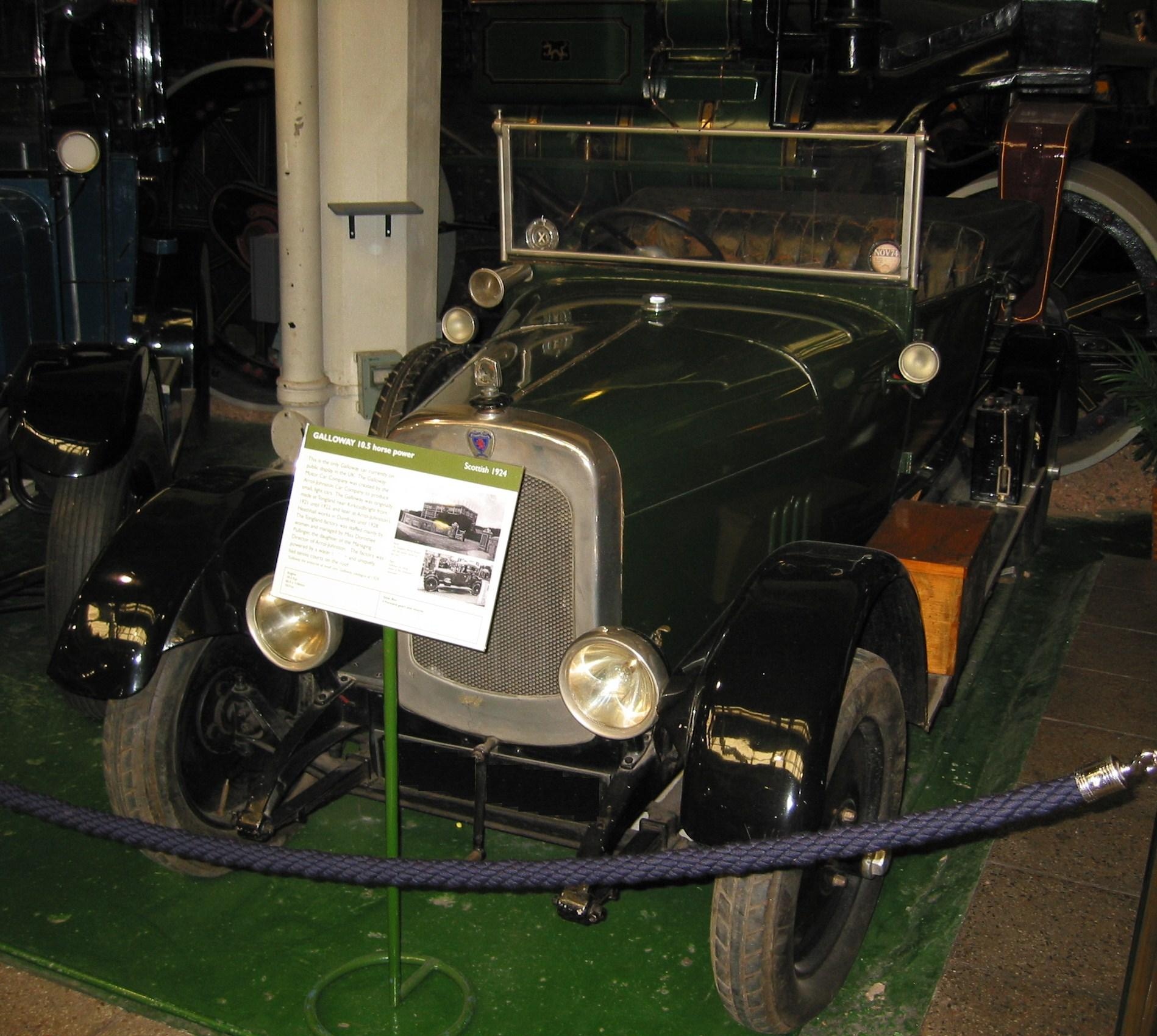
Galloway von 1924
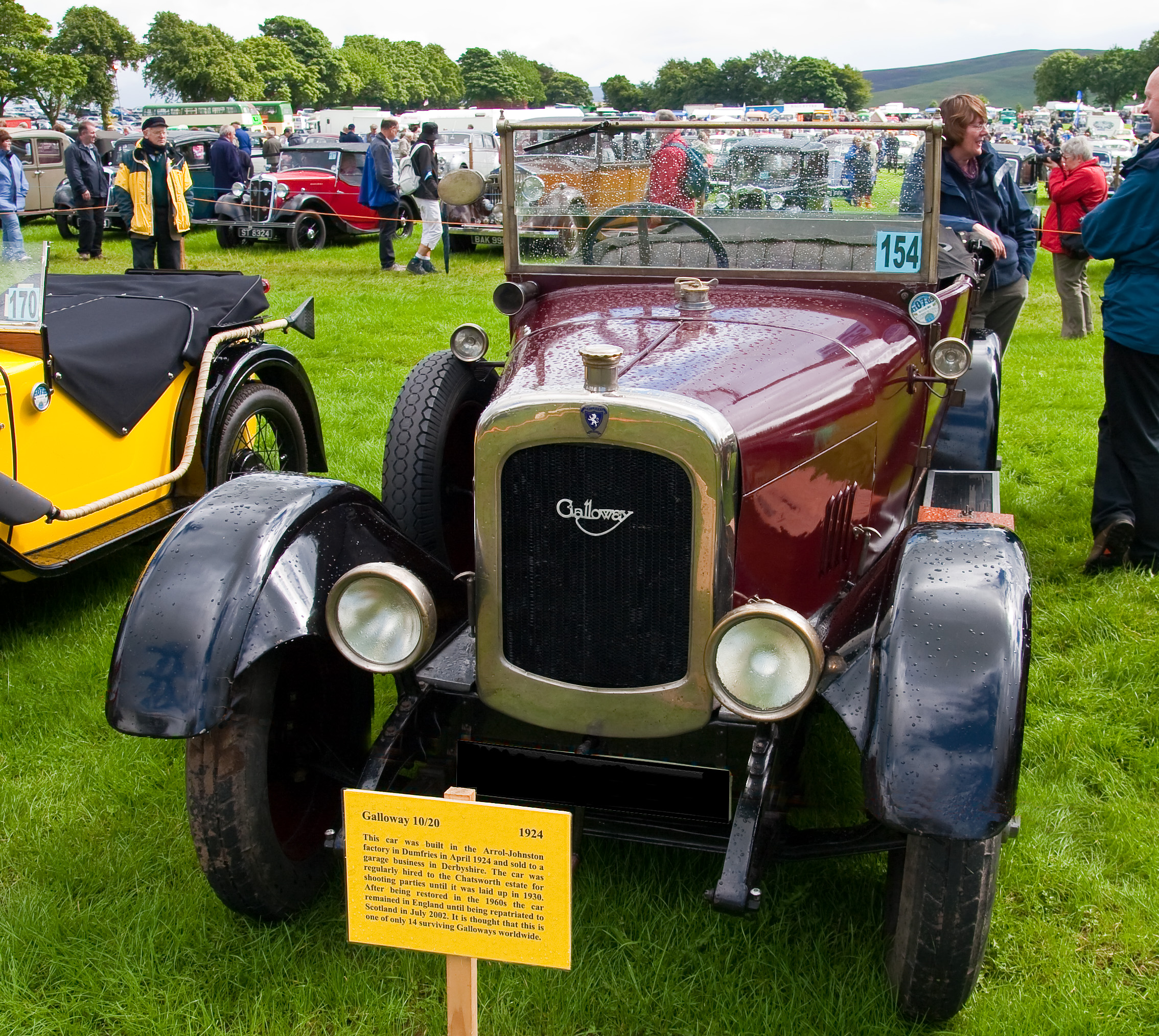
Galloway von 1924